# Hardangervidda
Die Hardangervidda ist ein Plateaufjell in Norwegen und die größte Hochebene Europas. Sie hat eine Fläche von etwa 8000 km², im Mittel eine Höhe zwischen 1200 m und 1400 m und erstreckt sich über Bereiche der Fylke Buskerud im Nordosten, Vestland im Westen und Telemark im Südosten. Der Gebirgskamm Sandfloegga (auch Sandfloeggi genannt) ist mit 1721 m die höchste Erhebung der Hochebene. Als Wahrzeichen gilt der Berg Hårteigen mit 1690 m.

## Beschreibung
Seit 1981 sind 3422 km² der Hardangervidda – als größter Nationalpark Norwegens – weitestgehend vor menschlichen Einflüssen geschützt (siehe Hardangervidda-Nationalpark).
Die Hochebene ist der Rest einer Gebirgslandschaft, die während der pleistozänen Eiszeiten durch Gletscher abgeschliffen wurde. Die Gletscher gaben dem Plateau seine heutige Form mit weiten Ebenen, flachen Seen und wenigen, sanft ansteigenden Gipfeln. Nur im höheren westlichen Teil, wo die Ebene zum Sørfjord und zum Eidfjord hin abfällt, gibt es schroffere Abschnitte.
Der Mensch hat das Hochplateau nach der letzten Eiszeit um 6000 v. Chr. besiedelt. Er folgte wahrscheinlich den Rentieren, die mit dem zurückweichenden Eis auf die fruchtbare Ebene vordrangen. Heute ist der Tourismus auf der Hardangervidda ein bedeutender Wirtschaftsfaktor.

## Flora und Fauna
Auf der Hochebene wurden 24 Säugetierarten und 114 Vogelarten registriert.
Auf der Hardangervidda wird Schafzucht betrieben. Auch die größte wilde Rentierherde Norwegens mit etwa 15.000 Tieren (Stand 1996) lebt in der Hardangervidda. Die Rentiere wandern im Frühling von den Winterweiden im Osten der Hochebene auf die höheren, nahrungsreicheren Sommerweiden der westlichen Hardangervidda. Es gibt unter anderem Schneeeulen, Schneehühner, Polarfüchse, Schneehasen, Vielfraße und eine massenhafte Anzahl von Berglemmingen, deren Population alle elf bis zwölf Jahre sprunghaft ansteigt.
Der niederschlagsreiche westliche Teil der Hardangervidda bietet einen für ein Fjell verhältnismäßig hohen Pflanzenreichtum, während der östliche und nördliche Teil weiter im Landesinneren eher karg ist. Man hat in der Hardangervidda mehr als 450 Pflanzenarten registriert. Hierunter befinden sich einige Arten, die sonst nur in polaren Gebieten verbreitet sind. Insbesondere ist die Hardangervidda für das reiche Vorkommen der Moltebeere bekannt.
Aufgrund der extremen Winterbedingungen ist die Hochebene für viele polare Tier- und Pflanzenarten das südlichste Verbreitungsgebiet.

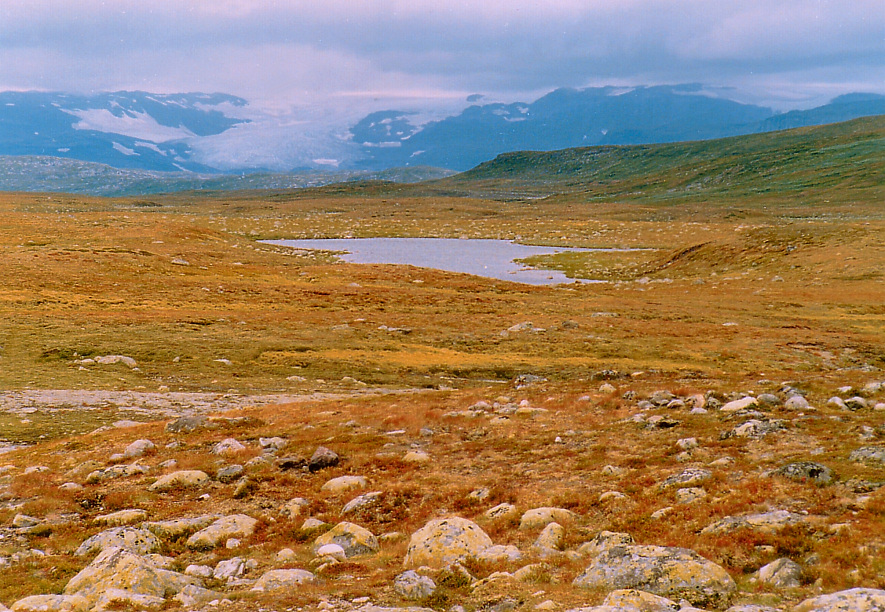
Gletscher in der Hardangervidda im August
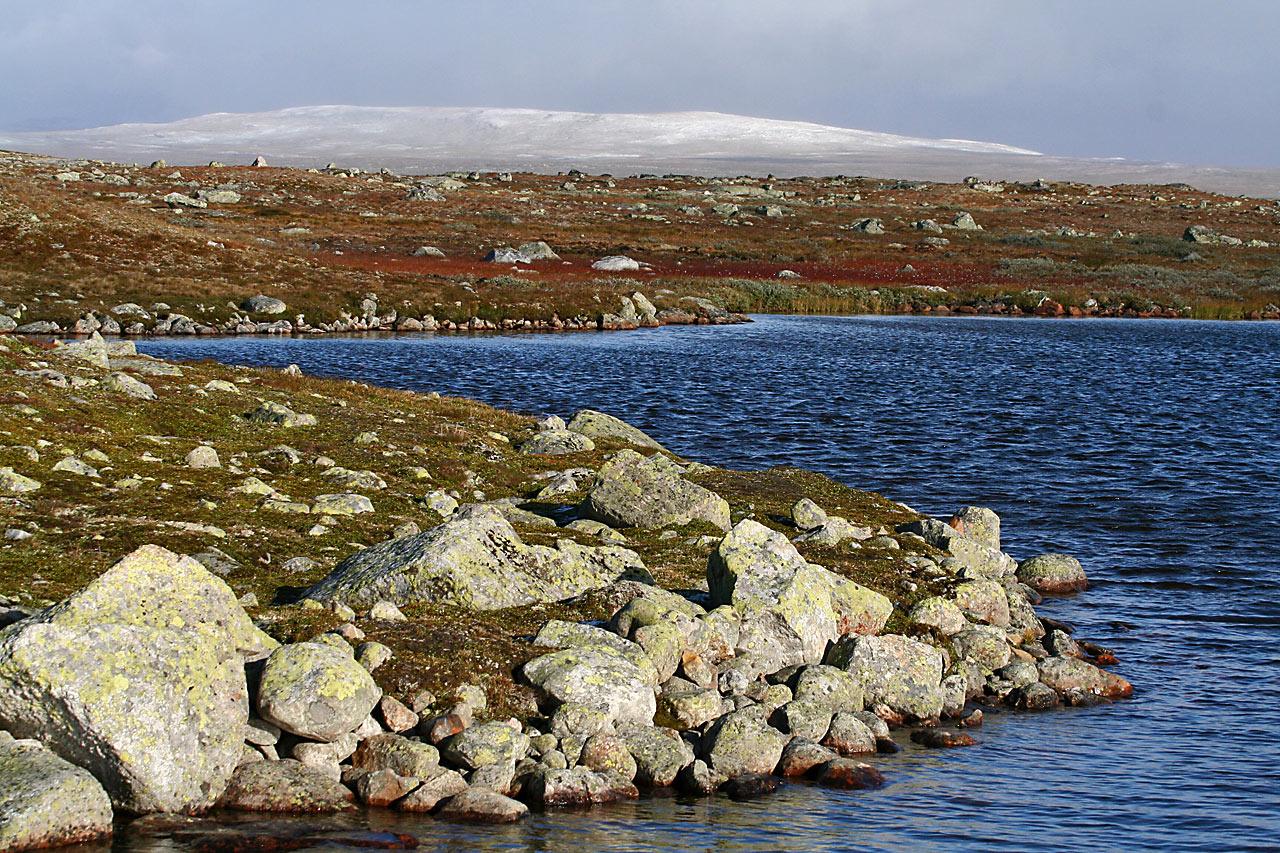
Im September – erster Schnee
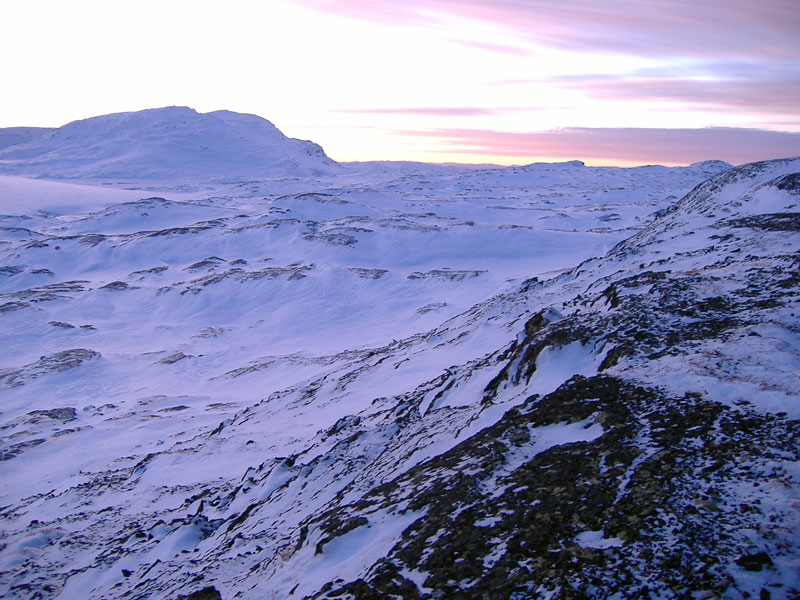
Hardangervidda im Winter
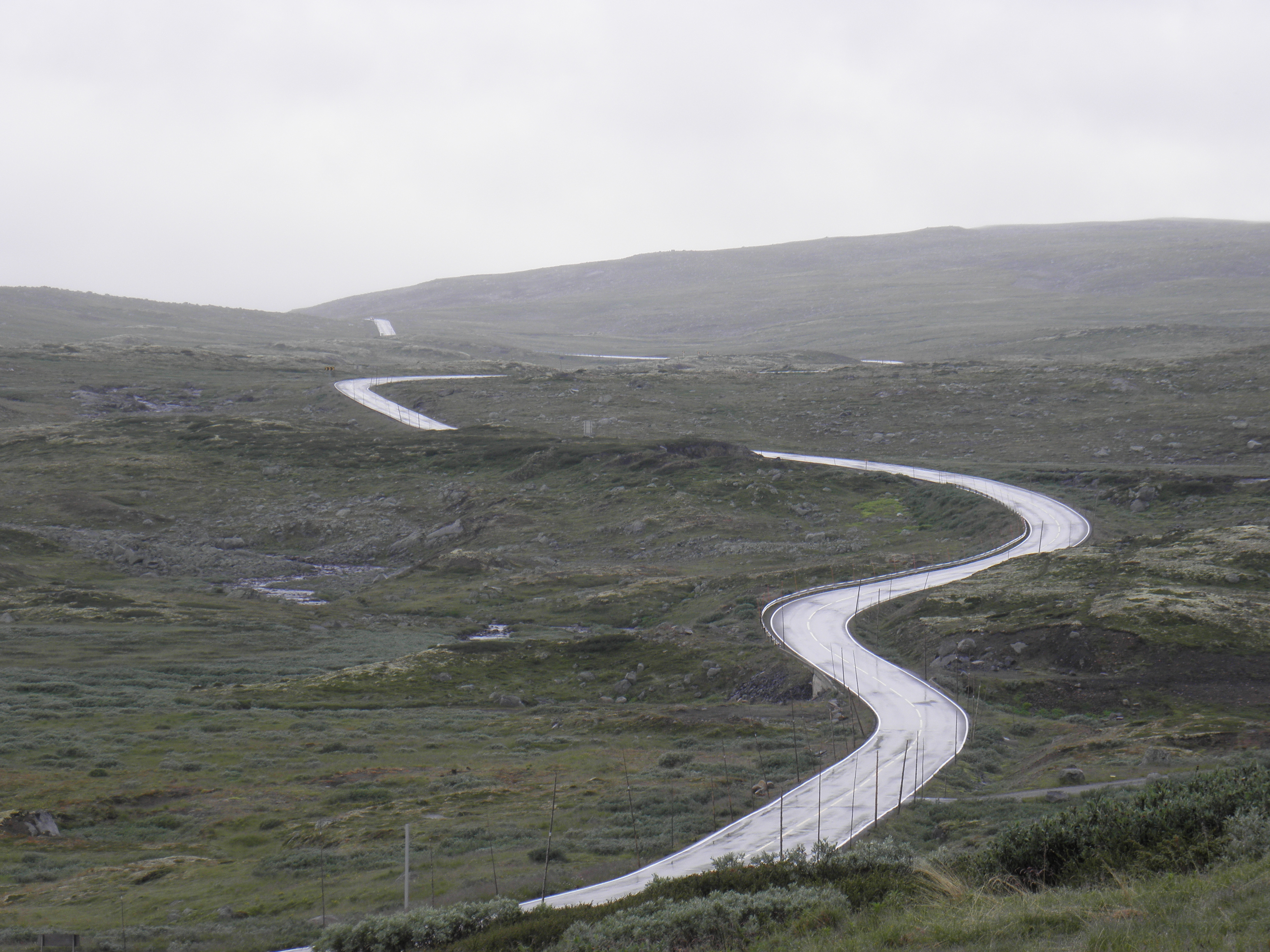
Straße in der Hardangervidda
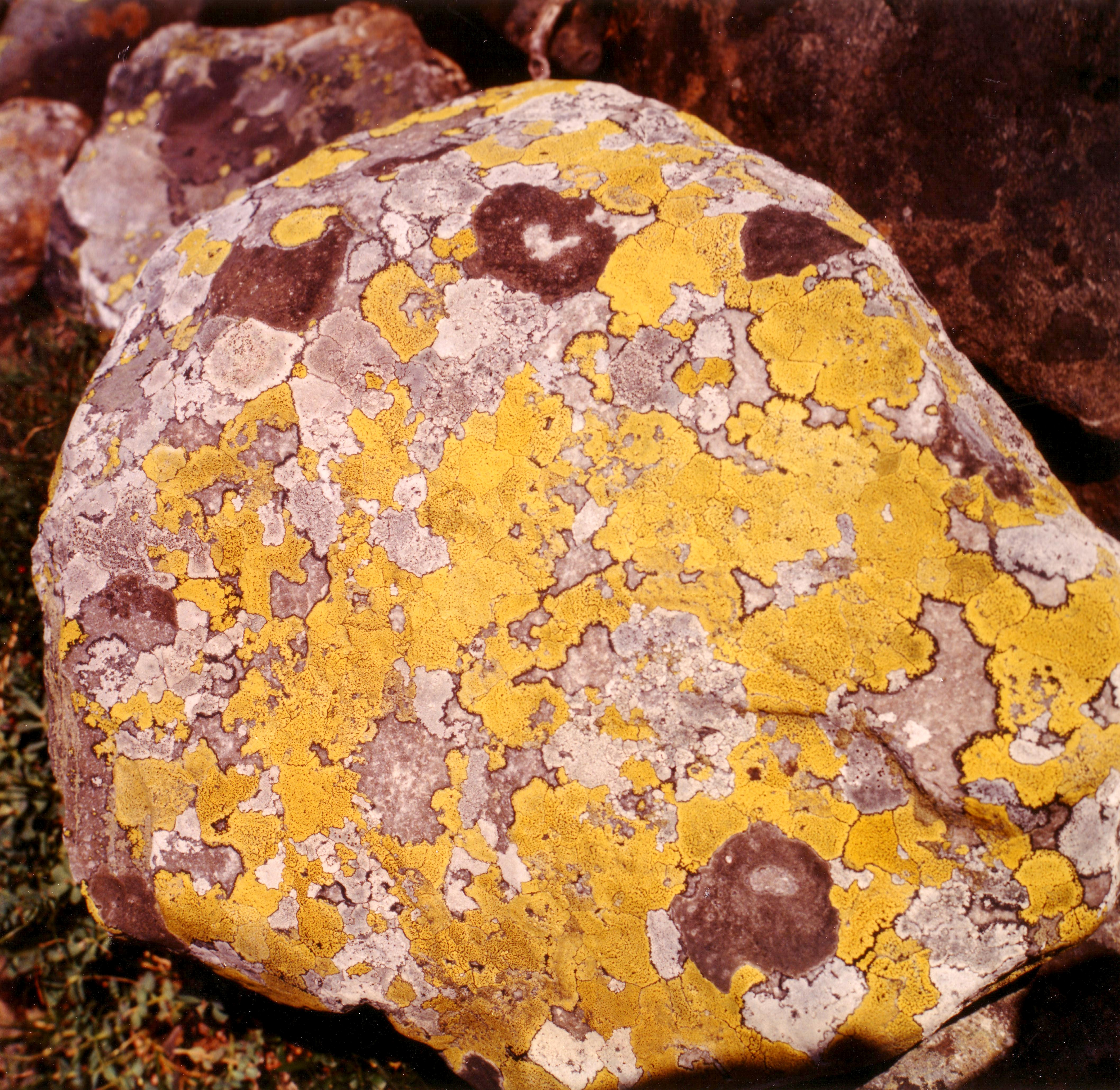
Landkartenflechten auf einem Felsstein der Hardangervidda
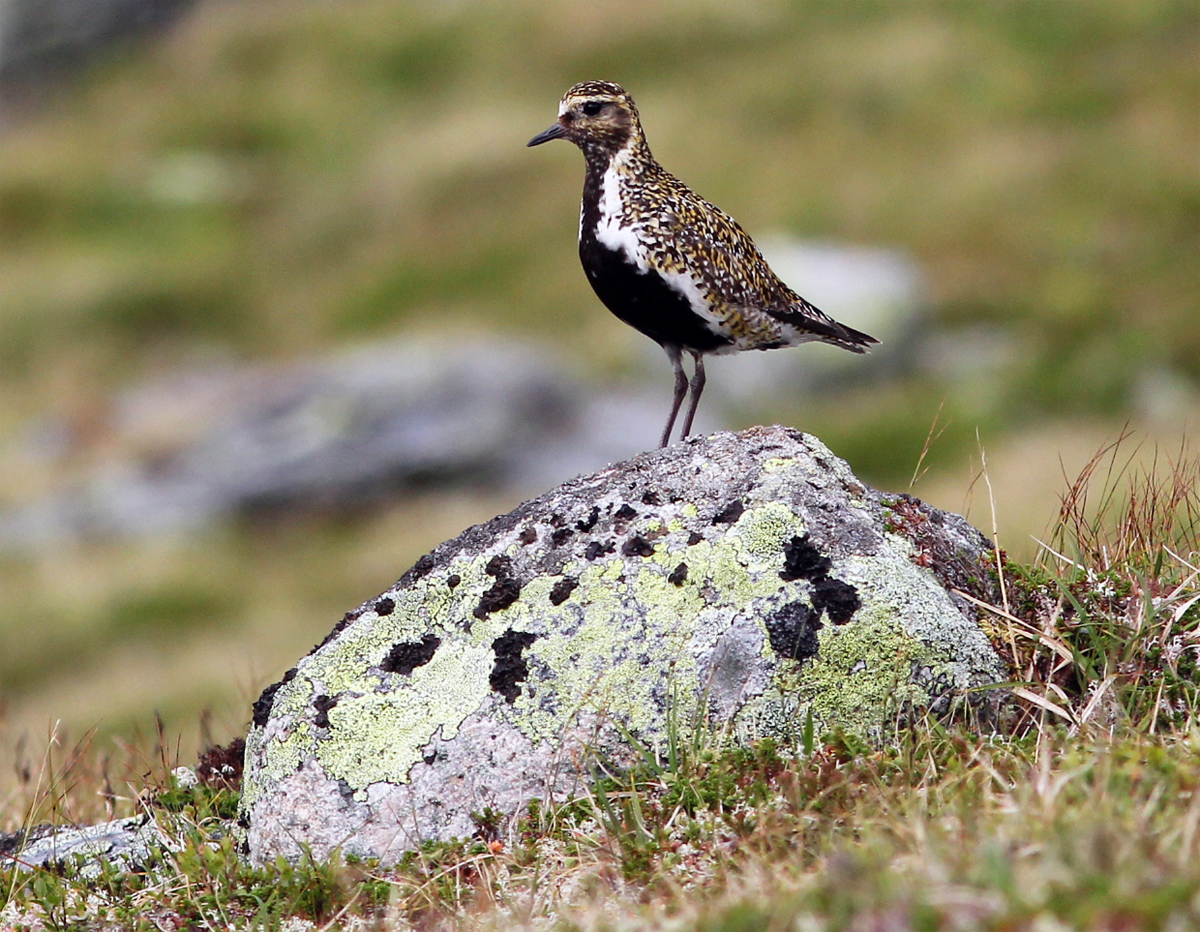
Goldregenpfeifer im August

## Sehenswürdigkeiten

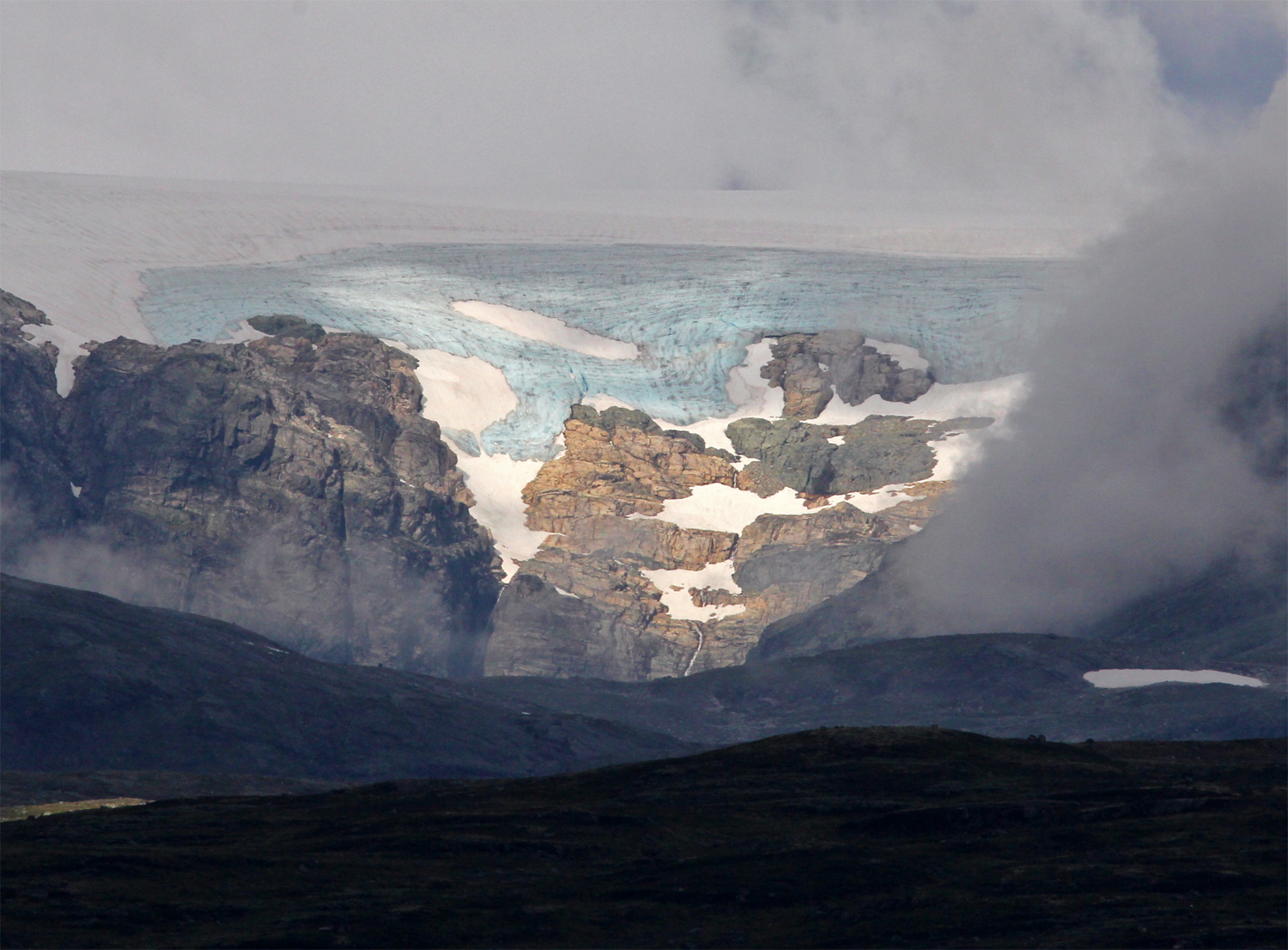
Der Gletscher Hardangerjøkulen

Die wichtigste Sehenswürdigkeit in der Hardangervidda ist die Natur in all ihren Erscheinungsformen. Besonders beeindruckend sind dabei u. a.
- der Hardangerjøkulen, ein Gletscher in der nördlichen Hardangervidda bei Finse und
- die Berge der Hardangervidda, wie der Tafelberg Hårteigen, und der Sandfloeggi, der höchste Gipfel des Hochplateaus.

Am Rande der Hardangervidda und im Gegensatz zum Kerngebiet meist problemlos mit dem Auto oder mit öffentlichen Verkehrsmitteln zu erreichen, finden sich weitere Sehenswürdigkeiten:
- Vøringsfoss, ein Wasserfall bei Eidfjord
- Hardangerfjord

- Middelalderuka (dt.: „Mittelalterwoche“) (Juli/August) in Numedal

### Stabkirchen
In der Umgebung der Hardangervidda finden sich mehrere Stabkirchen.
Im Hallingdal:
- Torpo mit der alten Stabkirche Torpo und der direkt danebenliegenden neuen Kirche
- Hol

Im Numedal:
- Flesberg
- Nore
- Rollag
- Uvdal mit prächtigen Rosenmalereien

### Museum
In der Hardangervidda gibt es mehrere Museen:
- das Skinnarbu Nasjonalparksenter in der Nähe des Sees Møsvatnet in Tinn[1]
- das Hardangervidda Natursenter in Eidfjord[2]
- das Rallarmuseet über die Geschichte der Bergensbanen in Finse[3][4]

## Aktivitäten

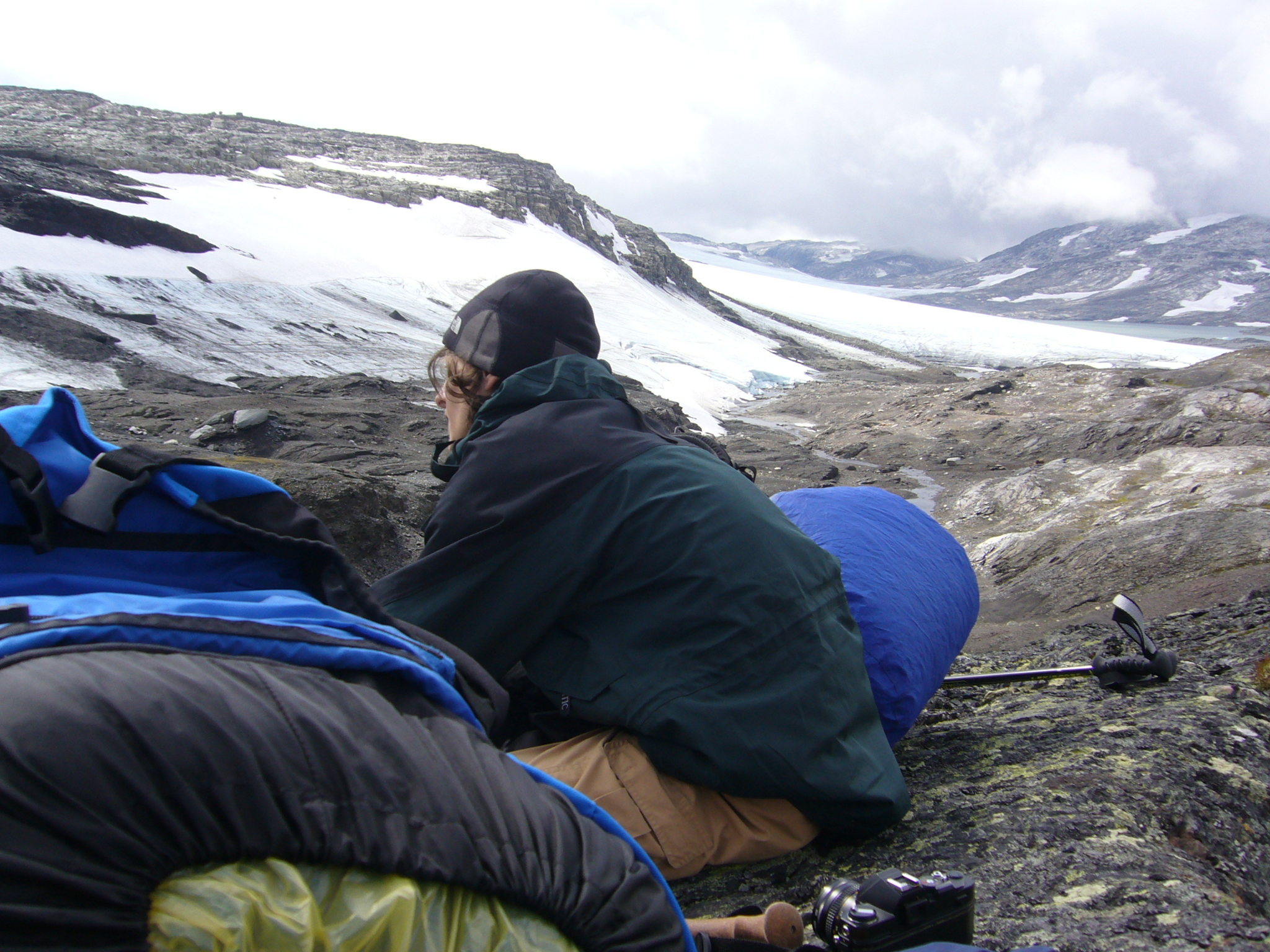
Westseite des Hardangerjøkulen und Trekking auf der Hochebene

- Trekking, Wandern, Ski- und Radwandern sind beliebte Urlaubsaktivitäten im Nationalpark. Es gibt ein weit ausgebautes Netz an bewirtschafteten, selbstbedienten (mit Lebensmittelvorräten) und unbewirtschafteten Hütten des norwegischen Wandervereins DNT. Daneben gibt es auch diverse private, bewirtschaftete Berghütten. Im Winter sind diese jedoch meistens, etwa bis Mitte März, geschlossen. Das Jedermannsrecht erlaubt freies Zelten und Übernachten in der Natur. Es gibt insgesamt rund 1200 km Wanderpfade. Die Trekkingroute quer durch den Nationalpark von Kinsarvik im Westen bis Mogen im Osten ist 137 km lang.
- Die Trollbahn ist eine für Ausflüge mit Kindern gedachte kleine Bahn. Sie fährt zwischen Juni bis August zwischen Vøringsfoss und dem Måbø Gård Museum.
- Draisinen-Fahrt auf der stillgelegten Strecke der Numedalbahn.
- Der Rallarvegen gilt als einer der schönsten Radwege Norwegens und verläuft weitgehend parallel zur Bergenbahn. Er ist in Teilbereichen nicht einfach mit dem Rad zu befahren, ist für den Straßenverkehr gesperrt und ist Teil der nationalen Fahrradroute 4.
- Die Hardangervidda ist Ausbildungsraum des Forsvarets spesialkommando des Norwegischen Heeres.

## Verkehr
Über die Hardangervidda führt der Riksvei 7 vom Hardangerfjord an der Westküste Norwegens nach Geilo im Hallingdal. Da die Verkehrsteilnehmer auf der Strecke im Winter teilweise mit Schneeverwehungen und vereisten Straßen zu kämpfen haben, wird bei widrigen Wetterbedingungen oftmals Kolonnekjøring vorgeschrieben.
Die regelspurige Eisenbahnstrecke der Bergenbahn führt von Oslo über Finse nach Bergen über das Hochplateau. Im Nordwesten führt die heute weitgehend nur noch touristisch relevante Flåmsbana von Flåm am Aurlandsfjord in nur 20 km hoch zum 800 m höher gelegenen Bahnhof Myrdal am Rande der Hardangervidda.